# پیمان فرانکفورت (۱۸۷۱)

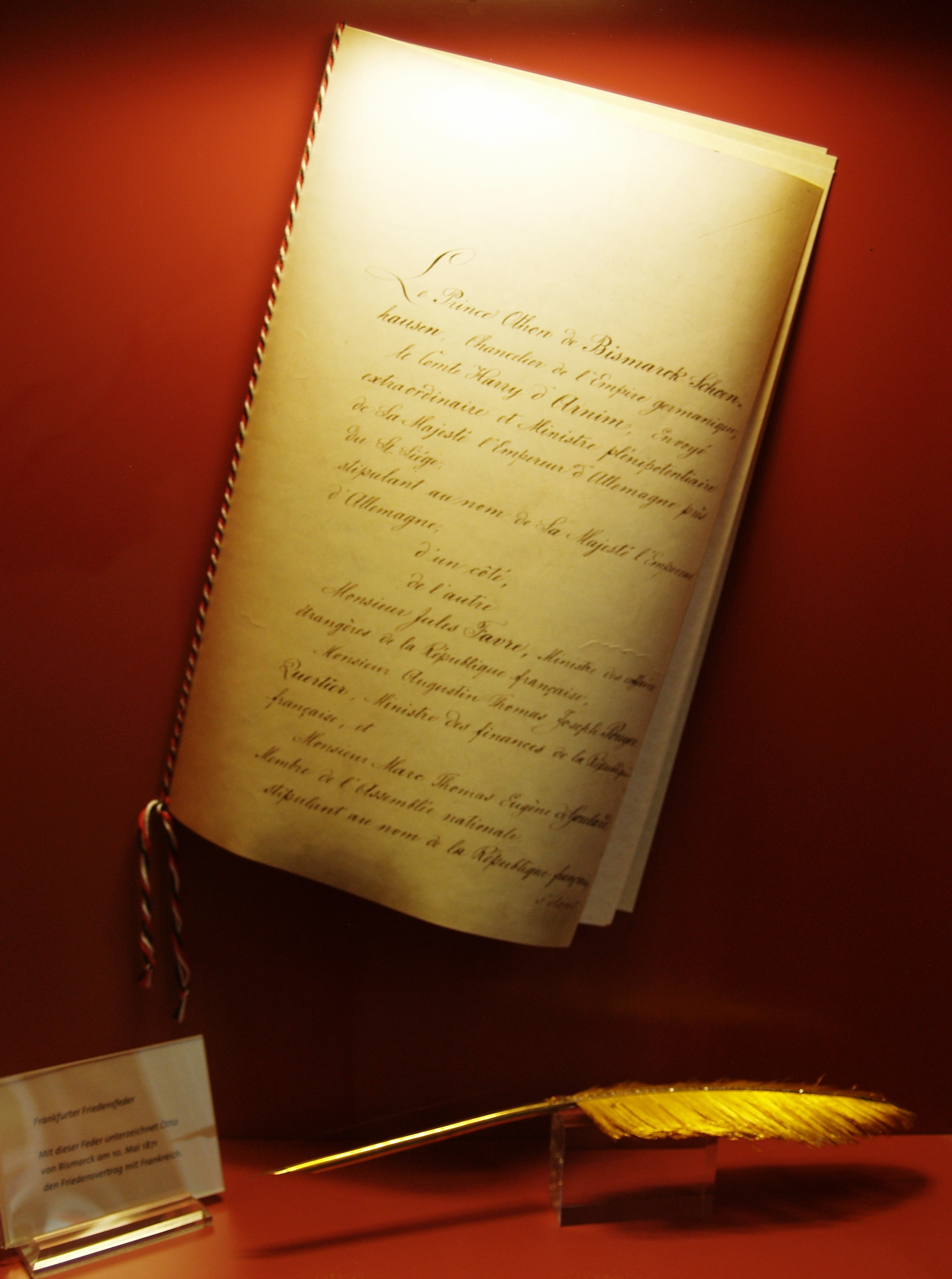
متن پیمان فرانکفورت

پیمان فرانکفورت (به فرانسوی:Le traité de Francfort؛ به آلمانی:Friede von Frankfurt) پیمان صلحی بود که در ۱۰ مه ۱۸۷۱ میلادی به دنبال جنگ فرانسه و پروس منعقد شد. این پیمان در شهر فرانکفورت به امضاء رسید. این پیمان موجب واگذاری ایالات فرانسوی‌زبان آلزاس و لورن به خاک آلمان گردید که سبب شد فرانسویان طی ۴۰ سال آینده خصومت خود را با آلمان افزایش دهند که در نهایت منجر به جنگ جهانی اول شد.

## خلاصه قرارداد
مفاد این پیمان به شرح زیر بود:
- جمهوری فرانسه تشکیل امپراتوری آلمان و ویلهلم یکم، پادشاه پروس را به عنوان قیصر آلمان به رسمیت بشناسد.
- خطی مرزی میان جمهوری سوم فرانسه و امپراتوری آلمان ایجاد شد که در نتیجهٔ آن، ۱۶۹۴ شهر و روستای فرانسوی از جمله دو ایالت آلزاس و لورن به امپراتوری آلمان ملحق شوند.
  - آلزاس: بخش‌های با-رن و او-رن فرانسه، به استثنای شهر بلفور و قلمرو آن؛
  - لورن: بیشتر بخش فرانسوی موزل، یک سوم دپارتمان مورته، شامل شهرهای شاتو-سلین و ساربورگ، و کانتون‌های سالز و شرمک در بخش ووژ.
- به ساکنان منطقه آلزاس–لورن تا ۱ اکتبر ۱۸۷۲ فرصت داده شد تا بین حفظ ملیت فرانسوی خود و مهاجرت یا ماندن در منطقه و تابعیت آلمان تصمیم بگیرند.
- جمهوری فرانسه مبلغ پنج میلیارد فرانک به عنوان غرامت جنگی در پنج سال به آلمان بپردازد.
- چارچوبی برای خروج نیروهای آلمانی از مناطق خاص تعیین گردید.
- اشغال نظامی در بخش‌هایی از فرانسه تا زمان پرداخت غرامت الزامی بود (فرانسه غرامت را سریعتر از زمان توافق شده پرداخت کرد).

این معاهده همچنین شرایط زیر را تعیین کرد:
- استفاده از آبراه‌های قابل کشتیرانی در ارتباط با آلزاس-لورن.
- تجارت بین دو کشور.
- بازگشت اسیران جنگی.

آلزاس-لورن در پیمان ورسای در سال ۱۹۱۹ به فرانسه بازگردانده شد.